# Trận Arnemuiden
Trận Arnemuiden là một trận hải chiến diễn ra vào ngày 23 tháng 9 năm 1338 trong giai đoạn đầu của Chiến tranh Trăm năm giữa Anh và Pháp. Đây là trận hải chiến đầu tiên trong Chiến tranh Trăm năm và là trận hải chiến đầu tiên được ghi nhận ở châu Âu sử dụng pháo binh, vì tàu Christopher của Anh có ba khẩu đại bác và pháo cỡ nhỏ.